# Kristen Dalton (hoa hậu Mỹ)
Không nhầm lẫn với nữ diễn viên Kristen Dalton.
Kristen Jeannine Dalton là một nữ hoàng sắc đẹp đến từ bang Bắc Carolina, Hoa Kỳ. Cô là Hoa hậu Mỹ 2009.

## Tiểu sử
Kristen Dalton sinh ra trong một gia đình có truyền thống hoa hậu. Mẹ cô, bà Jeannie Borger từng là Miss Bắc Carolina USA 1982. Em gái của cô là Julia Dalton đoạt ngôi Miss Teen Bắc Carolina và trở thành đại diện cho tiểu bang tham dự cuộc thi Miss Teen USA 2008 với kết quả chung cuộc là ngôi á hậu 2.
Cô hiện đã tốt nghiệp trung học và đang theo học chuyên ngành tâm lý và tiếng Tây Ban Nha tại Đại học East Carolina.

## Cuộc thi sắc đẹp
Kristen từng tham dự cuộc thi Miss Teen Bắc Carolina USA vào năm 2005 với kết quả chung cuộc á hậu 1. Năm 2008, cô đạt danh hiệu Miss Bắc Carolina USA và trở thành đại diện cho tiểu bang tham dự Miss USA 2009 diễn ra tại Las Vegas, Nevada.
Tại đêm chung kết, cô lọt vào top 15 và giành số điểm cao nhất trong cả hai phần thi áo tắm và trang phục dạ hội. Cô được công bố trở thành người thắng cuộc của cuộc thi và nhận vương miện Miss USA từ Crystle Stewart, Miss USA 2008 đến từ Texas. Với danh hiệu đạt được, cô trở thành người Bắc Carolina thứ hai giành danh hiệu cao quý này và sẽ lên đường đến Bahamas vào tháng 8 để tham dự Hoa hậu Hoàn vũ 2009.
Ở cuộc thi Hoa hậu Hoàn vũ 2009, cô dừng lại ở top 10 và đứng thứ 10 chung cuộc.